# Turner Rock
Der Turner Rock ist ein Klippenfelsen in der Marguerite Bay vor der Fallières-Küste des Grahamlands auf der Antarktischen Halbinsel. Er liegt rund 4 km nordöstlich der Toadstool Rocks.
Das UK Antarctic Place-Names Committee benannte ihn 1993. Namensgeber ist Kapitän Robert Milligan Turner (* 1947) von der Royal Navy, Schiffsführer der Endurance, von der aus der Felsen im März 1993 entdeckt wurde.